# Balanophyllia ukrainensis
Espèce
Balanophyllia ukrainensis est une espèce éteinte de corail appartenant à la famille des Dendrophylliidae.